# Trummarsch
Trummarsch (eg. Trum-marsch) är en svensk sång komponerad 1848 för manskör av Gunnar Wennerberg till text av Johan Nybom.
Trum-marsch fanns en ganska kort tid på repertoaren i Allmänna Sången, men den har levt kvar som ett ganska paradoxalt inslag i serenadsammanhang som "väcksång" vid sidan av Vad blixt ur sköldmöns blickar. Den trycktes i sångsamlingen Odinslund och Lundagård (1848–1851).